# 硒化铵
硒化铵（英语：Ammonium selenide）是一种化合物，化学式为(NH4)2Se。它是一种白色固体，但是硒杂质使它看起来是黑色的。这已被其他实验证实。

## 制备
它首次于1898年通过浓氨和硒化氢气体反应制备的。然而，这在1926年被推翻，因为硒化铵在水中不稳定。相反，硒化铵是由无水氨和硒化氢气体（由硒化亚铁和盐酸反应制得）反应生成的。然而，没有关于该化合物的X射线晶体学数据。

## 化学反应
硒化铵能与水和各种酸发生化学反应。例如，它与硝酸反应生成硒酸：
(NH4)2Se + 4HNO3 + H2O → H2SeO4 + 3NH4NO3